# Диграф
Диграфът (също диграма) е низ от две букви, където броят на написаните символи не съвпада с броя на звуците, които се изговарят. С други думи, две графеми (писмени единици или букви) се използват за представяне на една фонема (различен звук). Например, тъй като в английската азбука няма нито една буква, която да представя звуците /ʃ/, /tʃ/ и /θ/, английският използва низове от две букви, за да ги представи - sh, ch и th. Докато други звуци като /f/ или /w/ вече имат букви, които съответстват на звуците, f и w, диграфите ph и wh се използват в някои думи, за да покажат етимологиите си (произход на думите), а не настоящото им произношение. Понякога на подобни диграми се гледа като на отделни букви от азбуката, както например е случаят с уелските ch, dd, ff, ng и други.
Диграфът е различен от триграфът, тъй като диграфите са съставени от две букви, докато триграфите са съставени от три.

## Списък на английските диграфи
- Ch (съответства на /tʃ/)
- Sh (съответства на /ʃ/)
- Th (съответства на /θ/ и /ð/)
- Ph (съответства на /f/)
- Wh (съответства на /w/)